# Jean Saint-Geours
Pour les articles homonymes, voir Saint-Geours.
Jean Saint-Geours, né le 24 avril 1925 à Bordeaux et mort le 7 novembre 2015 à Paris, est un haut fonctionnaire, banquier et écrivain français.

## Biographie

### Jeunesse et études
Fils de Jean Saint-Geours, fonctionnaire, et Anne de Vernon, Jean Jacques Charles Saint-Geours naît le 24 avril 1925 à Bordeaux. Il est de « culture protestante ».
Après avoir fait ses classes aux lycées Claude-Bernard et Janson-de-Sailly, il obtient une licence en droit puis un diplôme d'études supérieures (DES) en droit public et économie politique, et un diplôme de l'École libre des sciences politiques. Il est élève de l'École nationale d'administration (ENA) dans la promotion Nations-Unies (1949), dont il sort major.

### Haut fonctionnaire
Il est successivement inspecteur des Finances (1950), conseiller et chargé de mission auprès de divers ministères français, directeur adjoint à la direction du Trésor, chargé du service des études économiques et financières puis directeur de la Prévision au ministère de l'Économie et des Finances (1965), directeur général adjoint (1968) puis directeur général du Crédit lyonnais (1970-1975), président-directeur général du groupe Sema-Metra (1976-1982), président — auprès de François Bloch-Lainé — du Crédit national (1982), président du Crédit industriel et commercial et président de la Commission des opérations de bourse (1989-1995),. Enfin, il préside la Cinémathèque française de 1991 à 2000.
n mars 1965, il est nommé par le général de Gaulle président d’un groupe de travail sur la recherche industrielle, pour consulter sur « les orientations souhaitables de la recherche en France, de la recherche-développement ». Dès l’été 1965, avec Serge Barthélémy, il rédige une « longue note » qui révèle les inflexions stratégiques espérées et servira à Marcel Boiteux (EDF), dans la préparation du Plan Calcul, en estimant que « les progrès de l’informatique sont en voie d’améliorer de façon décisive la préparation de la politique économique ».
Parallèlement à ces activités, il donne entre 1960 et 1981 un cours d'économie politique — ou il « développ[e] comparaisons et références internationales » — à l'Institut d'études politiques de Paris. Il enseigne aussi à l'École des hautes études commerciales de Paris (HEC).
Il est admis à la retraite le 25 avril 1991.

### Écrivain
Il est l'auteur de plusieurs essais politiques et économiques. La Revue d'économie financière en jugera certains — parmi lesquels Pouvoir et finance, L’Impératif de la coopération Nord-Sud et L’Éthique aux énarques — « prémonitoires ». A contrario, Alain de Benoist qualifie son éloge de la société de consommation, fait avec un « lyrisme juvénile », de « théorie pour le moins nuageuse ».
Il a également écrit de nombreux romans (dont La Caverne, primé par l'Académie française en 2008).

### Activités associatives
Membre du club de Rome, administrateur de la revue de prospective Futuribles, il est président (1988-1992) puis administrateur de la fondation Beaumarchais.

### Vie privée
Marié à Yvonne Monnier, il a trois fils : Frédéric, Jean-Philippe et Yves. Il pratique à titre d'amateur le rugby, qui lui « occasionne plusieurs fractures », et est « passionné de musique et de cinéma ».

### Mort
Il meurt le 7 novembre 2015 dans le 15e arrondissement de Paris, à l'âge de 90 ans. Il est inhumé au cimetière protestant de Bordeaux.

## Œuvres
- Jean Saint-Vernon, Les Traîtres : roman, Paris, Julliard, 1959, 207 p. (BNF 32598708)
- Jean Saint-Vernon, Les Visages contre la vitre : roman, Paris, Julliard, 1962, 203 p. (BNF 33163755)
- Jean Saint-Vernon, Les Morphèvres : roman, Paris, Julliard, 1964, 241 p. (BNF 33163754)
- Jean Saint-Vernon, Les Masques de famille : roman, Paris, Julliard, 1967, 217 p. (BNF 33163753)
- Jean Saint-Geours, La Politique économique des principaux pays industriels de l'Occident, Paris, Sirey, coll. « Politiques économiques », 1969 (réimpr. 1973), VIII + 576 (BNF 33163377)
- Jean Saint-Geours, Vive la société de consommation, Paris, Hachette, 1971, 256 p. (BNF 35376966)
- Jean Saint-Geours, Pour une économie du vouloir, Paris, Calmann-Lévy, 1976, 205 p. (ISBN 2-7021-0159-3, BNF 34705121)
- Jean Saint-Geours, L'Élection de Turdigal : roman, Paris, Tchou, 1979, 207 p. (BNF 34616379)
- Jean Saint-Geours, La Société de consommation, Paris, Le Livre de poche, coll. « Le Livre de poche » (no 5 335), 1979, 413 p. (ISBN 2-253-02450-3, BNF 34652867)
- Jean Saint-Geours (dir.) et al., Pour une croissance économe en énergie : étude, Bruxelles-Luxembourg, Office des publications officielles des Communautés européennes, coll. « Études : énergie » (no 4), 1979, 129 p. (ISBN 92-825-1591-5, BNF 35673025)
- Jean Saint-Geours, Pouvoir et Finance, Paris, Fayard, 1979, 231 p. (ISBN 2-213-00722-5, BNF 36271700)
- Jean Saint-Geours, L'Impératif de coopération Nord-Sud : la cynergie des mondes, Paris, Dunod, 1981, 124 p. (ISBN 2-04-010716-9, BNF 34859869)
- Jean Saint-Geours, L'Ultime Mort de Carlo Moore : roman, Paris, Robert Laffont, 1984, 166 p. (ISBN 2-221-04435-5, BNF 34751817)
- Jean Saint-Geours, La Ville au cœur, Paris, Christian Bourgois, 1985, 317 p. (ISBN 2-267-00398-8, BNF 34771660)
- Jean Saint-Geours, Éloge de la complexité, Paris, Economica, 1987, 192 p. (ISBN 2-7178-1270-9, BNF 34947267)
- Jean Saint-Geours, Le Taureau masqué : roman, Paris, Julliard, 1988, 205 p. (ISBN 2-260-00551-9, BNF 34957459)
- Jean Saint-Geours (préf. Pierre Bérégovoy), Moi et nous : politique de la société mixte, Paris, Dunod, 1992, 158 p. (ISBN 2-10-001536-2, BNF 36660005)
- Jean Saint-Geours, Les Marchés financiers : un exposé pour comprendre, un essai pour réfléchir, Paris, Flammarion, coll. « Dominos » (no 22), 1994, 126 p. (ISBN 2-08-035184-2, BNF 35687185)
- Jean Saint-Geours, La Vie dans tous les sens : roman, Paris, Jean-Claude Lattès, 1994, 298 p. (ISBN 2-7096-1415-4, BNF 35711242)
- Jean Saint-Geours, Laisse tes dieux tranquilles, Paris, Jean-Claude Lattès, 1995, 256 p. (ISBN 2-7096-1640-8, BNF 35816254)
- Jean Saint-Geours, L'Éthique aux énarques, Paris, Presses universitaires de France (PUF), coll. « Politique d'aujourd'hui », 1997, 239 p. (ISBN 2-13-048338-0, BNF 36161625)
- Jean Saint-Geours, Absent, Monaco-Paris, Le Rocher, coll. « Littérature », 2003, 197 p. (ISBN 2-268-04585-4, BNF 39012566)
- Jean Saint-Geours, Prospective et Volonté, Paris, Futuribles, analyse et prospective, 2004, 172 p. (ISBN 2-84387-298-7, BNF 39222818)
- Jean Saint-Geours, La Caverne, Biarritz, Atlantica-Séguier, 2008, 299 p. (ISBN 978-2-7588-0090-3, BNF 41236096)
- Jean Saint-Geours, Témoignage sur la spoliation des Français juifs : histoire et mémoire, 1940-2000, Paris, Le Manuscrit, coll. « Essais et documents », 2008, 155 p. (ISBN 978-2-304-01820-2, BNF 41423424)
- Jean Saint-Geours, Augustin et le futur antérieur, Biarritz, Atlantica, 2009, 140 p. (ISBN 978-2-7588-0269-3, BNF 42079955)

## Distinctions
Prix
- Prix d'Académie 2008 pour La Caverne[4],[14]

Décorations
- Commandeur de la Légion d'honneur[2]
- Commandeur de l'ordre national du Mérite
- Commandeur de l'ordre des Arts et des Lettres
- Commandeur de l'ordre d'Isabelle la Catholique